# Labruge
Labruge ist eine Gemeinde im Nordwesten Portugals.
Labruge gehört zum Kreis Vila do Conde im Distrikt Porto, besitzt eine Fläche von 5,1 km² und hat 3000 Einwohner (Stand 19. April 2021).

## Bauwerke
- Castro de São Paio